# Курт Шверин
Курт Шверин (Ловиц, 26. октобар 1684 — Праг, 6. мај 1757) био је пруски фелдмаршал.
У Рату за аустријско наслеђе (1740—1748) тукао је Аустријанце у бици код Молвица 1741. године, а после продора пруске армије у Чешку, 1744. године учествовао је у заузимању Прага. У Седмогодишњем рату (1756—1763) командовао је делом пруских снага (око 35 000 људи) при заузимању Прага 1757. године.